# Kalle Anka Cup
Kalle Anka Cup var en tennisturnering i Sverige för ungdomar. Turneringen gick årligen av stapeln i tennisorten Båstad. Tävlingen startade 1970 och har många framstående spelare som stått högst på prispallen. Premiäråret vann till exempel Björn Borg och 1975 triumferade Stefan Edberg, vilket han även gjorde 1977 då Mats Wilander också var en av segrarna. Dessa blev senare också världsettor som seniorer. 
Från och med 2018 heter tävlingen Elite Hotels Next Generation Cup.
Kalle Anka Cup finns också som skidtävling (vilken Ingemar Stenmark vann två gånger) och har också arrangerats för innebandy.